# Kerkhof van Wavrans-sur-l'Aa
Het Kerkhof van Wavrans-sur-l’Aa is een begraafplaats in de gemeente Wavrans-sur-l'Aa (departement Pas-de-Calais). Ze ligt rond de kerk (Église Saint-Omer) aan de Rue de l’Église in het centrum van de gemeente.
Het kerkhof wordt gedeeltelijk omsloten door een bakstenen muur, een lage muur met pijlers en metalen tralies en een draadafsluiting. De toegang bestaat uit een tweedelig traliehek tussen bakstenen pijlers.

## Brits oorlogsgraf
In de zuidoostelijke hoek van het kerkhof ligt het graf van de Britse militair Lewis Walter Bridger. Hij was hoefsmid bij het Army Service Corps en sneuvelde op 25 december 1914. 
Zijn graf wordt onderhouden door de Commonwealth War Graves Commission en staat er geregistreerd onder Wavrans-sur-l’Aa Churchyard. 